# Julie és Julia – Két nő, egy recept
A Julie és Julia – Két nő, egy recept (Julie & Julia) egy 2009-ben bemutatott amerikai komikus filmdráma, Nora Ephron utolsó rendezői munkája. Ephron a forgatókönyvet a szakácsnő Julia Child és a blogjával híressé váló Julia Powell könyvei alapján írta. A címszerepekben Amy Adams és Meryl Streep látható, további szereplők Stanley Tucci és Chris Messina. A film Meryl Streep alakításával egy Golden Globe-díjat nyert, de a színésznőt jelölték BAFTA-, SAG- és Oscar-díjra is.

## Cselekmény
A cselekmény két szálon fut, az egyik Julie-ról szól a 2000-es évek elején, a második Juliáról az 1950-es években.
Julie Powell egy telefonközpontban dolgozik, ahol hívásokat fogad a szeptember 11-i terrortámadások áldozataitól és az abban megsérült World Trade Center épületének helyreállításáról. A munkája nagyon lelombozza, amit csak ront, hogy azt látja, ismerősei sorra sikereket halmoznak a karrierjükben. Julie elhatározza, hogy elkészíti Julia Child 524 receptjét A francia konyhaművészet elsajátítása című könyvéből egy év alatt. Férje, Eric tanácsára, hogy motiválja magát, blogot vezet az előrehaladásáról.
Julie édesanyja nem rajong lánya blogolásáért, csak időpocsékolást lát benne. Ennek ellenére a nő lassan követőkre talál, és egészen belelendül a főzésbe. Egyszer csak fülébe jut a hír, hogy az ő blogja a legnépszerűbb az interneten, és hamarosan hívást kap Julia Child szerkesztőjétől, aki meg akarja látogatni őt. Julie marhahúsos bourguignonnal akarja meglepni, de véletlenül elalszik és odaégeti az ételt. A második próbálkozása tökéletes, de a szerkesztő végül lemondja a találkozót. Férje próbálja felvidítani, de Julie csak még frusztráltabb lesz, és összevesznek. Édesanyja támogatásával újra elkezd főzni, és kibékül Erickel is. Blogjáról cikk jelenik meg a The New York Timesban, és Julie híres lesz, de megbántódik, mikor megtudja, hogy Julia Child lenézi Julie-t az akciójáért. Mindezek ellenére barátaival boldogan ünneplik meg a sikeres 524. receptet, és még egy Julia Child múzeumot is meglátogatnak.
Az 1950-es években Julia Child, egy buzgó és rendületlen háziasszony Párizsba költözik a diplomata férjével, Paullal. Elfoglaltságot keresve magának tapasztalatlanként jelentkezik egy kezdő főzőtanfolyamra, de hamar átjelentkezik a haladó csoportba. Megrökönyödve tapasztalja, hogy ő az egyetlen nő a csoportban, amit a társai és a főzőiskola igazgatónője is kételkedve fogad. Ellenben Julia nagyon eltökélt, és nem futamodik meg az igazgatónőtől. Egy szakácskönyv írásán töri a fejét, aminek az amerikai háziasszonyok vehetnék hasznát. Megismerkedik Louisettével és Simcával, akiknek már van kész ötletük, de kiadót kell találniuk. Julia segít nekik összeállítani a könyvet, és maga gépeli le a recepteket a könyvbe, a kiadó viszont túl nagynak gondolja az anyagot, ami szinte enciklopédia benyomását kelti, ezért a hölgyeknek többször át kell szerkeszteniük, kiválogatniuk a recepteket és más kiadókat keresniük.
Paul figyelmezteti Juliát, hogy áthelyezhetik, de Julia nem veszi komolyan, és abban reménykedik, hogy Európában maradnak. Julia levelező barátnőjének a segítségével sikerül egy kiadó érdeklődését felkelteniük, és Simca meggyőzi Juliát, hogy Louisette kevesebb hozzájárulást kapjon, mert nem segített sokat a receptkönyvben. Julia könyvét kiadják, és saját tévéműsort kap.

## Szereplők
| Színész            | Szerep                   | Magyar hangja      |
| ------------------ | ------------------------ | ------------------ |
| Meryl Streep       | Julia Child              | Ráckevei Anna      |
| Amy Adams          | Julie Powell             | Major Melinda      |
| Stanley Tucci      | Paul Child, Julia férje  | Csankó Zoltán      |
| Chris Messina      | Eric Powell, Julie férje | Miller Zoltán      |
| Linda Emond        | Simone Beck              | Vándor Éva         |
| Helen Carey        | Louisette Bertholle      | Halász Aranka      |
| Jane Lynch         | Dorothy                  | Andai Györgyi      |
| Mary Lynn Rajskub  | Sarah                    | Szávai Viktória    |
| Joan Juliet Buck   | Madame Brassart          | Menszátor Magdolna |
| Amanda Hesser      | önmaga                   | Csampisz Ildikó    |
| Deborah Rush       | Avis DeVoto              | Andai Katalin      |
| Vanessa Ferlito    | Cassie                   | Agócs Judit        |
| Casey Wilson       | Regina                   | Bertalan Ágnes     |
| Jillian Bach       | Annabelle                | Nemes Takách Kata  |
| Frances Sternhagen | Irma Rombauer            | Gyimesi Pálma      |
| Françoise Lebrun   | a pék édesanyja          | n.a                |
| Mary Kay Place     | Julie édesanyja (hangja) | Antal Olga         |
| Erin Dilly         | Judith Jones             | n.a                |

további magyar hangok: Beratin Gábor, Izsóf Vilmos, Kajtár Róbert, Kapácsy Miklós, Réti Szilvia, Rosta Sándor, Sipos Imre

## Kritika
Ephron egyáltalán nem megy mélyre, de súrol témákat, amik mögé oda lehet gondolni egy csomó mindent. Felvillant igazi és hamis női barátságokat, párkapcsolati problémákat és főleg azt mutatja meg, hogy milyen rohadt sok munka és elképesztő kitartás kell hozzá, ha valaki meg akarja valósítani, amit kitalált. Idealizált világban mozognak a főhősök, Childnak mégis évekbe telik, míg megírja a szakácskönyvét, aztán újabb évekbe, amíg ki is adják, Powell pedig végig árral szemben úszik.
– Bujdosó Bori, origo.hu 
Julie & Julia-ban szintén egy fiatal játszótársat kapott [Meryl Streep] a színésznő, Amy Adams személyében. (Adams játszott már egyébként Streeppel a Doubt-ban tavaly, be is zsebeltek mindketten egy-egy Oscar jelölést). Ez alkalommal azonban nem is találkoznak a vásznon, kettőjük története párhuzamosan, egymást meg-meg szakítva fut. S éppen így, hogy Streep alakítása szétosztva, néhány perces jelenetmorzsákban kápráztat csak, képes a film fenntartani a minőséget. Nora Ephron, veterán romantika felelős rendezése ügyesen egyensúlyozza Adams karakterének jellegtelen történetét Streep életvidám, erőtől duzzadó hősnőjének életképeivel.
– Szikora Eszter, hetediksor.hu 
Hollywoodnak nagy tehetsége van ahhoz, hogy igaz történetekből iszonyúan hamis filmeket szüljön, ízlésből és mértéktartásból mindig nagy a hiány. A Julie és Julia kivétel. Az eszmei mondanivalója ennek a mozinak sem több annál, hogy ha nagyon akarod, igenis meg tudod valósítani az álmaidat, Amerikában meg pláne, de ezt a hihetetlen igazságot szerencsére senki sem mondja bele a kamerába. Pedig ketten is megvalósítják, amint az a címből is látszik: nemcsak Julie Powell viaskodik a marhával, a kacsával és a homárokkal, hanem Julia Child élettörténete is kibontakozik, aki 1949-ben diplomatafeleségként Párizsba érkezve unalmában kezd főzni tanulni, hogy évtizedes felkészülés és gyakorlás árán megmássza végül a csúcsokat.
– Gazda Albert, index.hu 
Amy Adams teljesen hiteles a fiatal blogger szerepében, de Meryl Streep – egyenesen tökéletes. Szuperlatívuszokban lehet csak beszélni a színésznőről, aki számos drámai és démoni karakter után ilyen felszabadultan tud lubickolni egy ilyen csacska kis szerepben. Külön figyelmet érdemel még Stanley Tucci, aki meglepően sármos oldalát fitogtatja.
– Molnár Kata Orsolya, filmtekercs.hu 

## Fontosabb díjak és jelölések
- Oscar-díj a legjobb női főszereplőnek (jelölés) – Meryl Streep
- Golden Globe-díj a legjobb filmmusicalnek vagy vígjátéknak (jelölés)
- Golden Globe-díj a legjobb női főszereplőnek – filmmusical vagy vígjáték – Meryl Streep
- BAFTA-díj a legjobb női főszereplőnek (jelölés) – Meryl Streep
- Screen Actors Guild-díj a legjobb női főszereplőnek (jelölés) – Meryl Streep